# 로스앤젤레스강

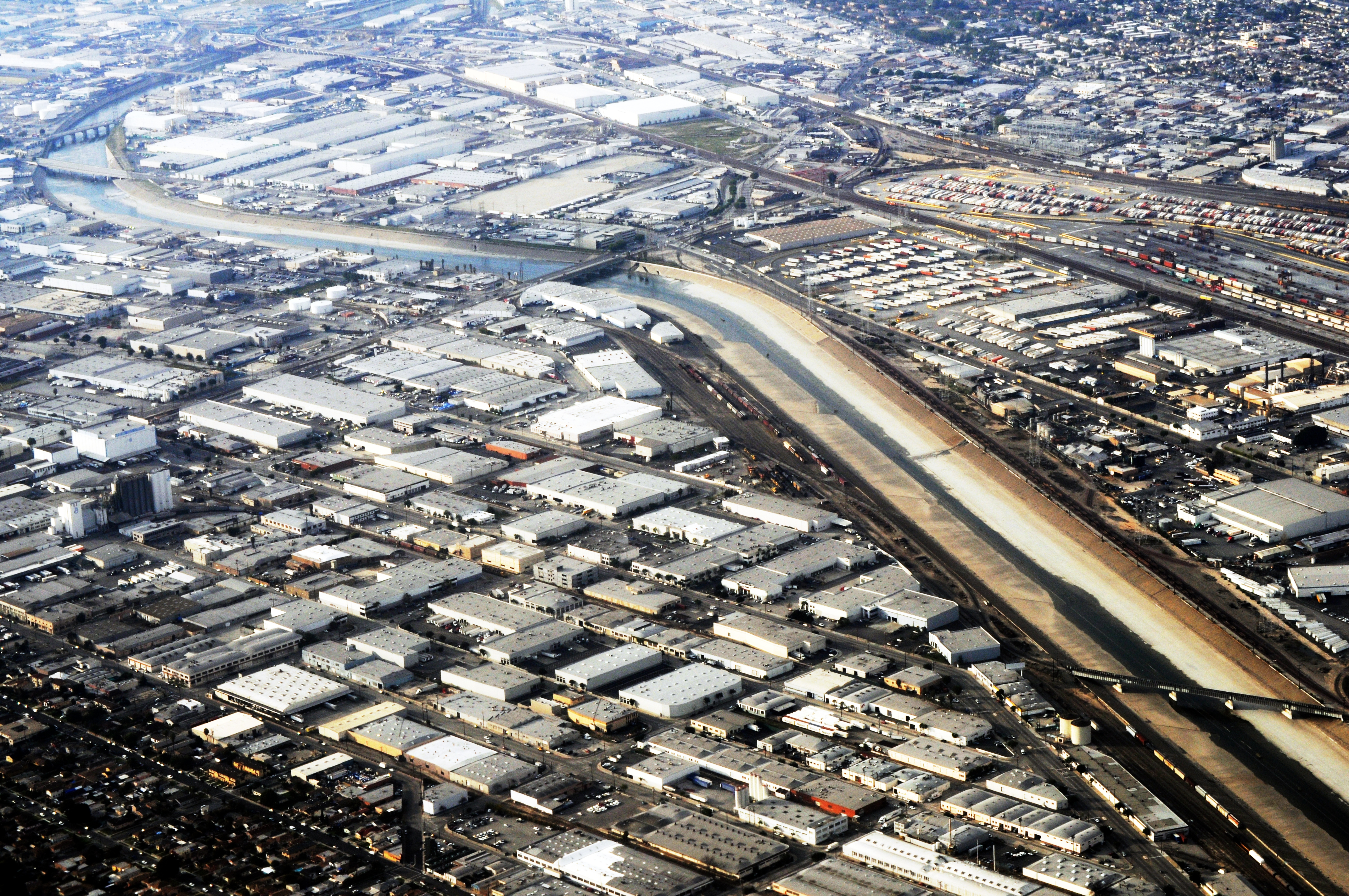
로스앤젤레스 강

로스앤젤레스강(영어: Los Angeles River 로스앤젤레스 리버[*])은 샌페르난도 계곡(San Fernando Valley)에서 시작하는 강으로, 캘리포니아 주를 흐른다.